# Потшаново
Потшаново (пол. Potrzanowo, нім. Eitelfelde) — село в Польщі, у гміні Скоки Вонґровецького повіту Великопольського воєводства.
Населення — 698 осіб (2011).
У 1975-1998 роках село належало до Познанського воєводства.

## Демографія
Демографічна структура станом на 31 березня 2011 року:
|          | Загалом | Допрацездатний вік | Працездатний вік | Постпрацездатний вік |
| -------- | ------- | ------------------ | ---------------- | -------------------- |
| Чоловіки | 365     | 101                | 240              | 24                   |
| Жінки    | 333     | 66                 | 205              | 62                   |
| Разом    | 698     | 167                | 445              | 86                   |